# Cementerio de Corozal
El Cementerio de Corozal o bien el Cementerio Americano de Corozal se encuentra a unos 3 kilómetros al norte de la Ciudad de Panamá, en el país centroamericano de Panamá específicamente en la ciudad de Corozal. Se trata del lugar de descanso de 5.336 veteranos estadounidenses y otros. Un camino pavimentado conduce desde el centro de visitantes a un pequeño monumento que se asienta sobre una colina con vistas a la zona de las tumbas. El monumento fue creado en 1923 por el Congreso estadounidense para recordar a las personas que sirvieron en el extranjero desde 1917. Consiste en una plaza pavimentada con un obelisco de granito rectangular de 4 metros, flanqueada por dos mástiles en los que se observan las banderas de los Estados Unidos y de Panamá.